# Procréation médicalement assistée
Pour les articles homonymes, voir PMA et AMP.
 (juillet 2016).
 (janvier 2015).
La procréation médicalement assistée (ou Procréation Médicalement Assistée, PMA), aussi appelée Assistance Médicale à la Procréation (assistance médicale à la procréation, AMP), est un ensemble de pratiques cliniques, biologiques et sociologiques où la médecine intervient dans la procréation. Ces techniques sont utilisées pour aider les couples ou les individus à concevoir un enfant lorsque cela est difficile ou impossible notamment en cas d'infertilité.
La PMA concerne d'abord historiquement là où elle est permise notamment les projets parentaux des couples hétérosexuels, lorsqu'ils sont infertiles ou stériles, et s'inscrit alors dans un parcours commençant par un diagnostic des raisons de l'infertilité ou de la stérilité, puis comprenant le choix d'une ou de plusieurs techniques afin d'arriver à la conception d'un enfant. Ce parcours peut être plus ou moins long en fonction des individus et est encadré à la fois médicalement, socialement et légalement de diverses manières en fonction des pays, quand il n'est pas illégal. La PMA peut concerner aussi les cas où des motifs non médicaux sont parfois seuls à expliquer l'absence de conception naturelle, de femmes seules ou en couple homosexuel. Cela, notamment pour les couples de femmes, est plus souvent illégal et peut sinon être encadré médicalement, socialement et légalement de diverses manières en fonction des pays, certains l'ayant légalisé de façon égalitaire à la législation d'aide à la procréation pour les couples hétérosexuels infertiles et stériles, et de nombreux débats étant alimentés par les conditions particulières à l'homoparentalité, à la monoparentalité, à leurs liens avec la PMA. La PMA en général est sujette à de nombreux débats souvent très clivants tant elle soulève d'enjeux fondamentaux sur de nombreuses dimensions sociales et morales, notamment du point de vue des religions.

## Techniques médicales

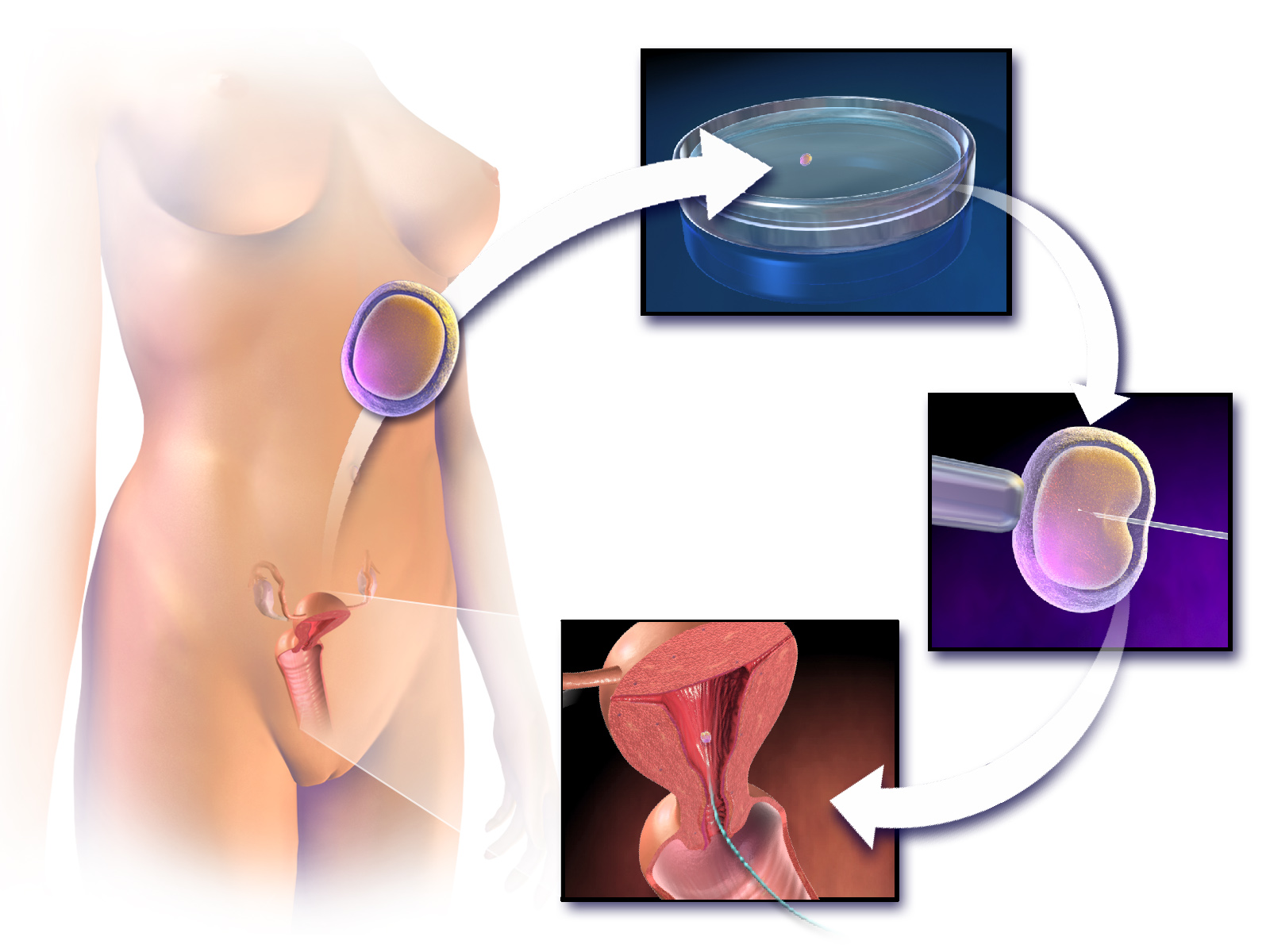
Illustration présentant les différents stades d'une injection intracytoplasmique de spermatozoïde, une des techniques d'une fécondation in vitro (FIV).

### Diagnostic d'infertilité et bilan de fertilité (pour les couples hétérosexuels notamment)
Environ un couple hétérosexuel sur six dans le monde a des difficultés pour avoir des enfants selon l'OMS. Les causes de l'infertilité peuvent se situer à plusieurs niveaux (ovulation, sperme, difficulté d'implantation), être d'ordre génétique, médical et/ou environnemental et concerner un seul des partenaires ou les deux à la fois.
Selon la nature du problème, différentes techniques médicales peuvent être utilisées pour aider à la procréation. Avant d'entrer dans un processus médical de diagnostic de l'infertilité, 12 à 24 mois d'essais infructueux sont nécessaires. Les couples lesbiens et les personnes seules souhaitant entrer dans un parcours de PMA doivent également réaliser des examens de fertilité.
Les examens les plus courants sont :
- des bilans sanguins et hormonaux de fertilité,
- une échographie pelvienne,
- une courbe de température (sauf en cas de règles 2 à 3 fois par an),
- une hystérosalpingographie,
- un frottis vaginal,
- un dépistage des maladies et infections sexuellement transmissibles,
- un spermogramme,
- un spermocytogramme.

Toutefois, chez près de 10 % à 25 % des couples infertiles, aucune cause particulière de leur incapacité à concevoir n'est identifiée (il s'agit alors ici d'une infertilité inexpliquée). Il faut toutefois distinguer l'infertilité de la stérilité, qui est « l'impossibilité médicale de donner la vie ».

### Optimisation de la fécondité
Avant de recourir aux techniques de PMA proprement dites, différents procédés peuvent permettre aux couples d'optimiser leur fécondité [réf. nécessaire]:
- Détection de la période fécondante, par exemple par une surveillance hormonale (le plus souvent par test urinaire) permet de détecter l'imminence de l'ovulation et permet au couple d'avoir des rapports au moment de la fécondité maximale.
- Les techniques d'ovulation provoquée dite aussi stimulation ovarienne simple. Le gynécologue peut proposer un traitement de stimulation hormonale léger et le déclenchement forcé par une injection ponctuelle d'hormone (par exemple HCG). Le traitement permet d'obtenir une ovulation de meilleure qualité en nombre d'ovocytes limité à un ou deux et de placer les rapports au moment de fécondité maximale, la date d'ovulation étant connue.

### Les techniques d'insémination artificielle (IA)
Les techniques d'insémination artificielle consistent à injecter artificiellement le sperme, plus ou moins préparé, au moment de l'ovulation, sauf dans le cas de l'insémination avec sperme « frais » effectué « à la maison », utilisant les tests urinaires pour détecter la période d'ovulation. Il a été montré que le couplage de l'insémination artificielle avec l'ovulation provoquée améliore significativement les chances de grossesse.
Cela peut être fait :
- avec du sperme frais. Cette méthode est essentiellement pratiquée « à la maison » par les femmes désirant être enceintes sans avoir de rapport sexuel avec le géniteur masculin de leur futur bébé. Le motif peut être classiquement un don de sperme informel pour un couple hétérosexuel dont l'homme souffre d'infertilité, ou un désir d'enfant chez un couple lesbien, ou un désir d'enfant pour une femme célibataire ne désirant pas avoir de rapport sexuel, ou enfin un désir d'enfant pour une femme porteuse du virus VIH, lorsque sa maladie est bien contrôlée.
- avec du sperme préparé. Cette méthode est fréquemment utilisée pour la PMA des couples dont l'infertilité n'est pas monocausale (ce qui est le cas général). Chaque fois que cela est possible, elle est préférée dans ces cas d'infertilité inexpliquée en première intention à une fécondation in vitro d'emblée pour son caractère moins contraignant pour la femme.
- avec du sperme congelé. C'est la méthode généralement utilisée pour le don de sperme. Plus rarement la congélation de sperme est utilisée pour la préservation du sperme d'un homme ayant à subir un traitement mettant en jeu sa fécondité.

### Les techniques de fécondationin vitro

#### La fécondation in vitro classique (FIV)
La FIV classique se déroule en plusieurs étapes :
- Après une stimulation ovarienne et une surveillance du développement des follicules dans les ovaires (échographie, prise de sang…), les ovocytes sont prélevés dans les follicules quelques heures avant leur libération naturelle, le plus souvent par ponction par voie vaginale sous échographie, ou plus rarement par cœlioscopie dans les cas difficiles.
- Les ovocytes ainsi recueillis sont mis en présence de spermatozoïdes préparés. Les ovocytes fécondés sont cultivés (le plus souvent deux jours, quelquefois plus, jusqu'à 6 jours) afin d'évaluer leur morphologie. Un ou deux sont implantés dans l'utérus (transfert) et les autres peuvent être congelés s'ils ont une chance significative de survie. Le nombre d'embryons implantés est limité à 2, moins souvent à 3. Pour réduire les risques médicaux ou obstétriques, des réductions embryonnaires peuvent être proposées en cas de grossesse triple ou plus, si le couple le souhaite. La réduction embryonnaire est beaucoup moins utilisée aujourd'hui que dans les années 1980, le nombre d'embryons implantés aujourd'hui dépassant rarement trois.

#### L'injection intracytoplasmique de spermatozoïde (ICSI)
L'injection intracytoplasmique de spermatozoïde se déroule de la même façon que pour la FIV, sauf que la mise en présence de l'ovule et des spermatozoïdes est remplacé par l'injection directe d'un seul spermatozoïde sélectionné dans chaque ovule.
Cette technique de PMA est recommandée dans les cas d'infertilité masculine, notamment chez les hommes qui ont un nombre très bas de spermatozoïdes (oligospermie), trop peu mobiles (asthénospermie), ou avec une anomalie morphologique (tératospermie).
L'ICSI se justifie notamment dans les situations où il est difficile d’obtenir du partenaire masculin une quantité de spermatozoïdes suffisante et de qualité.

#### L’injection intracytoplasmique d'un spermatozoïde morphologiquement sélectionné (IMSI)
L’IMSI aussi appelée Super ICSI, c’est une technique qui améliore les résultats de la microinjection spermatique. L'IMSI est une fécondation in vitro avec microinjection (ICSI) qui utilise une association de moyens pour pouvoir analyser le sperme par un agrandissement très important (6 000 fois).

### Le diagnostic génétique préimplantatoire (DPI)
Le diagnostic génétique préimplantatoire est un test utilisé depuis les années 1990, pour détecter des mutations spécifiques ou des réarrangements chromosomiques chez les embryons avant le transfert utérin.
Il est décrit par l’Institut européen de Bioéthique comme la technique consistant, dans le cadre d'une fécondation in vitro, à analyser une ou des caractéristiques génétiques d'embryons in vitro afin de recueillir des informations qui vont être utilisées pour choisir les embryons qui seront implantés.
La loi française autorise le DPI mais sous des conditions très strictes :
- Les conditions de la loi sont les suivantes : le code de la santé publique autorise le diagnostic préimplantatoire « à titre exceptionnel » lorsque « le couple, du fait de sa situation familiale, a une forte probabilité de donner naissance à un enfant atteint d'une maladie génétique d’une particulière gravité reconnue comme incurable au moment du diagnostic ».
- La réalisation du diagnostic préimplantatoire est subordonnée à l’identification préalable « chez l'un des parents ou l’un de ses ascendants immédiats dans le cas d’une maladie gravement invalidante, à révélation tardive et mettant prématurément en jeu le pronostic vital de l'anomalie ou d'es anomalies responsables d'une telle maladie »[9].

### Vitrification d’ovocytes et embryons
Les ovocytes et les embryons sont conservés à basse température (-196 °C), dans des tubes appelés paillettes, placés dans des cuves d'azote liquide. Deux techniques permettent cette cryopréservation : la congélation simple et la vitrification. Elles se différencient principalement par la vitesse d'abaissement de la température, qui est lente pour la congélation simple et très rapide pour la vitrification.
Au commencement de la procréation médicalement assistée, on utilisait la technique de congélation afin de cryopréserver les gamètes et les embryons. Cette méthode donne de bons résultats pour la congélation des spermatozoïdes, mais pas pour les ovocytes ou les embryons. Ces derniers voient leur structure et leur fonctionnalité endommagées après être passés par le processus de congélation-décongélation, à cause de la possible formation de cristaux,.
La vitrification des ovocytes ainsi que des embryons, congélation ultrarapide, permet un taux plus important de survie des ovocytes et embryons et de meilleurs résultats cliniques. Elle constitue donc une grande avancée pour la PMA. Cette technique est utilisée en France depuis son autorisation légale en juillet 2011.

### La congélation d'ovaires
La congélation d'ovaires peut être proposé en préalable à un traitement potentiellement stérilisant pour une femme ou une enfant : des échantillons d'ovaires sont prélevés en vue de préserver la fertilité ultérieure. Il existe deux techniques permettant de restaurer la fonction de reproduction : la maturation in vitro des follicules et des ovules (actuellement à l’état de recherche) et l’autogreffe d'un ovaire congelé (une dizaine de naissances ont été rapportées dans le monde). La technique de vitrification (congélation ultrarapide) des ovocytes est autorisée en France depuis la loi de bioéthique du 7 juillet 2011,.

### Le transfert d'embryons congelés (TEC)
Le transfert d'embryons congelés emploie des embryons surnuméraires précédemment congelés obtenus par la méthode de la FIV ou d'injection intracytoplasmique de spermatozoïde qui sont décongelés et transférés dans l'utérus. On peut aussi congeler des embryons obtenus par FIV chez un couple dont la femme aura à subir un traitement potentiellement stérilisant. La durée de conservation de l'embryon peut dépasser vingt ans et l'efficacité est identique à celle du transfert d'embryon non congelé.

#### Aux États-Unis
Dans ce pays, la loi sur le statut des embryons congelés diffère d'un État à l'autre. En 1999, seuls le Texas et la Floride avaient un statut reconnaissant le don d'embryon. Une loi bannit la vente des embryons humains (seulement) dans huit États. En 2003, environ 400 000 embryons étaient congelés aux États-Unis ; 2 % d'entre eux étaient en attente d'être donnés à un couple stérile.

#### En France
Avant que la France ne se dote des lois bioéthiques, quelques transferts d'embryons congelés ont été réalisés dans le cadre de l'accueil d'embryon, mais cette pratique est restée exceptionnelle et plutôt confidentielle.
En France, 6774 enfants sont nés après transfert d'embryon congelé (TEC) en 2016, soit 25,7 % des naissances après AMP.

### Transplantation utérine
La greffe d'utérus est une intervention chirurgicale consistant à transplanter  un utérus sain chez une femme dont l'utérus est absent ou dysfonctionnel. La toute première tentative a lieu en 1931 en Allemagne, sur Lili Elbe, une femme trans. Elle décède trois mois plus tard des suites de complications. 
La première transplantation d'utérus, avec donneuse décédée, ayant conduit à une grossesse menée à terme, a été publiée par une équipe brésilienne en 2018.
Fin 2022, environ 80 greffes d'utérus ont été réalisées dans le monde. Aux États-Unis, 33 greffes utérines ont conduit à la naissance de 21 enfants.

## Définition et périmètre
L'assistance médicale à la procréation (AMP) est encadrée en France par la loi de bioéthique du 2 août 2021. La grossesse en résultant est autorisée à toutes les femmes, en couple ou non, quelle que soit leur orientation sexuelle, mais exclut les hommes trans.
La fécondation in vitro (FIV, ou FIVETE pour « fécondation in vitro et transfert d'embryon ») n'est que l'une des méthodes de la PMA.
La procréatique est l'ensemble des techniques de procréation artificielle utilisant des techniques biomédicales.
En revanche, le clonage humain n'est juridiquement pas considéré comme faisant partie des techniques de PMA.
Dans un pays comme la France, l'AMP (ou PMA) représente en 2018 une naissance sur trente (soit 3,4 %) de la natalité en France.
L'extension de la PMA aux femmes vivant seules ou en couple homosexuel en Belgique est adoptée par la loi du 6 juillet 2007. En France, elle est adoptée par la loi du 2 août 2021.
Le périmètre de ce qui constitue la PMA varie selon les définitions qui en sont données. Ainsi, pour l'Organisation mondiale de la santé, relèvent de la PMA « Tous les traitements ou procédures qui incluent la manipulation in vitro des ovocytes et du sperme humain ou d'embryons afin d'obtenir une grossesse » et incluent donc la gestation pour autrui (GPA): (c'est le fait pour une femme, désignée généralement sous le nom de "mère porteuse", de porter un enfant pour le compte d’un "couple de parents d’intention" à qui il sera remis après sa naissance. C’est une forme d’assistance médicale à la procréation qui consiste en l’implantation dans l’utérus de la mère porteuse d’un embryon issu d’une fécondation in vitro (FIV) ou d’une insémination.) — lorsqu'elle est pratiquée autrement que par les voies naturelles —, alors que la loi française, avec une définition proche, exclut la GPA.

## Historique
À l’origine, les premières techniques de procréation médicalement assistée (insémination artificielle) ont été développées pour permettre à des couples infertiles d’avoir des enfants. Par la suite, ces techniques ont été utilisées dans d’autres cas, y compris pour éviter la transmission de maladies génétiques.
- Fin du XVIIIe siècle : la première insémination artificielle intraconjugale documentée a lieu au Royaume-Uni, par le chirurgien John Hunter[26].
- Début du XIXe siècle : les premières inséminations artificielles intraconjugales sont réalisées en France.
- Fin du XIXe siècle : la première insémination artificielle avec don de spermatozoïdes est réalisée aux États-Unis.
- 1968 : les banques de sperme congelé voient le jour aux États-Unis. C’est dans ces mêmes années que les hormones susceptibles de stimuler l’ovaire (les gonadotrophines) sont utilisées.
- 1969 : une première grossesse est obtenue après injection de gonadotrophines en Israël.
- 1972 : la technique de congélation du sperme arrive en France, et avec elle apparaissent les Centres d’études et de conservation des œufs et du sperme humain (CECOS). Ces centres organisent le don de spermatozoïdes selon leurs règles éthiques d’anonymat et de gratuité. Les premiers dons ont lieu au dernier trimestre 1972 à l'hôpital Necker (ils sont rémunérés 50 NF) et sont limités à 5. Certains donneurs n'ont pas la majorité de l'époque qui est de 21 ans.
- 1978 : Louise Brown voit le jour en Grande-Bretagne. Elle est le premier enfant né après une fécondation in vitro, une nouvelle technique élaborée pour pallier les lésions des trompes que la chirurgie ne peut réparer. Robert Edwards a été le promoteur de l’utilisation de cette technique. En 2010, il a reçu le prix Nobel de physiologie ou médecine pour ses recherches dans le domaine de la PMA.
- 1982 : naissance d'Amandine, premier bébé français né après une fécondation in vitro. René Frydman, gynécologue renommé, a dirigé l’équipe médicale qui est parvenue à cette naissance. Dans les années qui suivent, les progrès successifs permettent une meilleure maîtrise des traitements hormonaux et une augmentation des taux de succès.
- 1984 : le transfert d’embryon congelé réussit pour la première fois en Australie avec la naissance de Zoé.
- 1988 : face au développement des techniques d’assistance médicale à la procréation et à la suite des réflexions des professionnels concernés, les pouvoirs publics créent des centres agréés ainsi que la Commission nationale de médecine et de biologie de la reproduction.
- 1992 : l'injection intracytoplasmique de spermatozoïde est mise au point à Bruxelles et révolutionne la prise en charge de l’infertilité masculine. Cette technique a été développée par le professeur et chercheur belge, Paul Devroey (en), spécialisé en matière de fertilité.
- 1994 : naissance d’Audrey, le premier bébé français conçu grâce à une injection intracytoplasmique de spermatozoïde. Cette même année, les premières lois de bioéthiques sont votées en France. Elles définissent l’assistance médicale à la procréation : « pratiques cliniques et biologiques permettant la conception in vitro, le transfert d’embryons et l’insémination artificielle ainsi que de toute technique d’effet équivalent permettant la procréation en dehors du processus naturel ». Elles réservent ces pratiques aux couples homme/femme, vivants, en âge de procréer, mariés ou pouvant justifier de deux ans de vie commune. Durant les années qui suivent, des traitements inducteurs de l’ovulation plus simples à utiliser apparaissent. Le nombre d’embryons transférés est diminué de façon à réduire les grossesses multiples, des normes de qualité s’imposent aux cliniciens et aux laboratoires. Les risques sont ainsi mieux évalués de même que les facteurs pronostics.
- 1998 : Naissance de Thommy, premier bébé-éprouvette en Afrique centrale, sous la supervision du Dr Ernestine Gwet Bell.

## Risques

### Risques liés à la santé de la mère
Le syndrome d'hyperstimulation ovarienne (SHSO) est le principal risque qui découle de la technique de stimulation ovarienne contrôlée liée à la PMA. Il découle de l'administration de gonadotrophines et peut mener à un surnombre de follicules en développement, à l'augmentation de la taille des ovaires, au collapsus cardiovasculaire. Les symptômes ressentis par la patiente peuvent consister en des douleurs, des ballonnements, des vomissements. Le risque de décès de la patiente varie de 1/45 000 à 1/500 000 et découle généralement de la survenue d'accidents thromboemboliques. Le SHSO survient majoritairement chez des patientes présentant des kystes ovariens. La probabilité qu'un tel risque se déclare est d'environ 1% des cycles.

### Risques liés à la santé de l'enfant
L'enfant né d'une procréation médicalement assistée a un risque légèrement majoré d'être porteur de malformations à la naissance (6,7 % au lieu de 6 % pour un couple hypofertile concevant naturellement et 5 % pour un couple sans problème connu d'infertilité), malformations souvent peu graves. Il existe également une discrète augmentation des troubles mentaux chez ces enfants. Il est difficile de savoir si ce risque est imputable au traitement de l'infertilité, ou bien à l'infertilité elle-même, ou bien aux caractéristiques des couples en FIV (âge élevé, parité) ou encore à la fréquence élevée de grossesses multiples, ou plutôt à des facteurs de construction psychologique. Ce risque serait moindre en cas de congélation d'embryon. L'hyperstimulation ovarienne pourrait, au contraire, augmenter ce risque.

## Situation par pays

### Situation en Afrique

#### Situation au Cameroun
En août 2007, au Cameroun, l'équipe du Dr Ernestine Gwet Bell était responsable de la naissance de 500 bébés par FIV.

#### Situation au Niger
Les adolescents et les jeunes au Niger sont particulièrement exposés aux risques en matière de santé en raison de divers facteurs influents, tels que les déterminants sociaux, biologiques, psychologiques et comportementaux. Dans le cadre de la procréation médicalement assistée (PMA), ces populations vulnérables nécessitent une attention particulière. La loi sur la santé reproductive au Niger garantit des droits en matière de santé reproductive tout au long de la vie. Bien que cette loi ait été adoptée, seuls les textes relatifs à l'avortement et à la procréation médicalement assistée ont été promulgués, laissant ainsi d'autres aspects de cette législation en attente de mise en œuvre complète.

### Situation en Amérique

#### Situation à Cuba
Des sources cubaines mentionnent que la PMA est pleinement légale dans le pays, ainsi que gratuite,, la santé étant gratuite pour tous à Cuba.

#### Situation aux États-Unis
Aux États-Unis, la situation est disparate, ce qui entraîne des déplacements entre États pour l'assistance médicale (comme entre pays en Europe). En 2021, 2,3 % des enfants étaient conçus grâce à la PMA. En 2024, la poursuite des programmes d'assistance est empêchée par des lois anti-avortement dans plusieurs états.

### Situation en Europe
Les résultats de 30 pays du continent européen sont rapportés chaque année dans le registre européen de FIV. Pour l’année 2005, 923 centres y rapportent 418 111 cycles de fécondation in vitro, ainsi que 128 908 cycles d’insémination avec le sperme du conjoint et 20 568 avec le sperme d’un donneur. Chaque pays participant y est décrit selon la plus ou moins grande exhaustivité des données sur l’activité et les résultats des PMA mais aussi avec des données de type démographique, le nombre d’embryons transférés et l’âge des femmes au moment de la procréation médicalement assistée.

#### Situation en France
En France, chaque année, « près de 50 000 enfants naissent grâce aux techniques de procréation médicalement assistée (PMA), à un taux de malformation congénitale de plus de 4 % » (contre 2 à 3 % dans la population générale). Les enfants conçus à l'aide de procédures PMA en 2007, qui en comptent 20 657, représentent environ 2,5 % des enfants nés cette année-là. En 2007, on compte 122 056 tentatives de procédures PMA (inséminations, fécondations in vitro, transfert d’embryons congelés). Dans 6 % des cas, elles font appel à des spermatozoïdes, des ovocytes ou des embryons issus d’un don. Le nombre maximum de naissances possibles par donneur unique de gamètes fixé par la loi était de 5 jusqu'en 2004 et a été porté à 10. Bien que la loi de 1994 prévoie l’accueil d’embryons, ce n’est qu’en 2004 que cette technique donne naissance à un enfant en France. Cette même année, les lois de bioéthique sont révisées, maintenant les principes fixés en 1994 et prévoyant la création de l’Agence de la biomédecine. Cet organisme public placé sous la tutelle du ministère de la Santé rassemble, pour la première fois sous une même autorité, les activités d’assistance médicale à la procréation, de diagnostics prénatal et génétique. Elle a également en charge le don et la greffe d’organes, de tissus et de cellules, précédemment confiés depuis 1994 à l’Établissement français des Greffes. Elle a pour mission d’agréer les praticiens concernés, d’autoriser certaines activités, d’évaluer ces pratiques et de contrôler le respect des dispositions légales.
En France, il y avait, en 2006, 119 649 tentatives de PMA par an, dont 54 179 inséminations artificielles et 65 413 cycles de fécondation in vitro (FIV, injection intracytoplasmique de spermatozoïde et TEC) par an. Dans 6 % des cas, elles font appel à des spermatozoïdes, des ovocytes ou des embryons issus d’un don. 238 000 embryons sont conçus par an dans le cadre de la PMA ; ils sont par la suite soit transférés, soit congelés, soit détruits. Ils donnent lieu à 17 350 accouchements. À fin mars 2023, on estime que près de 6 200 personnes attendent une PMA avec dons de spermatozoïdes dont 40 % de femmes seules.
Les embryons surnuméraires sont conservés par des centres de PMA, où ils sont congelés tant que le couple le souhaite. Sans nouvelle du couple pendant 5 ans, le centre peut mettre fin à la conservation des embryons. En 2006, 176 523 embryons étaient ainsi conservés, ce qui concerne 49 618 couples, soit une augmentation de 25 % par rapport à 2005. Toujours en 2006, 83 407 embryons ont été « abandonnés » par leurs parents, soit presque autant que ceux qui continuent à faire l'objet d'un « projet parental ». Les parents ont décidé soit d'en faire don à la science (9 319), de les proposer à d'autres couples stériles (10 239) ou de les détruire (17 877). 26 % de ces embryons « abandonnés », soit 45 972 embryons, n'ont fait l'objet d'aucune requête par les parents, qui, faute de se manifester, laissent aux centres la responsabilité de prendre les décisions au sujet de ces embryons surnuméraires.
En France, en 2019, 3,7 % des enfants ont été conçus par PMA (soit un enfant sur 27), incluant 2,9 % par FIV et 0,8 % par insémination artificielle,.

#### Situation en Italie
En Italie, les débats autour de la Procréation médicalement assistée (PMA) et du consentement éclairé ont été récemment mis en lumière par un cas traité par le Tribunal de Capua Vetere, après la séparation d'un couple initialement consentant à la PMA. La décision de la cour d'autoriser l'implantation d'embryons malgré le retrait du consentement de l'homme illustre la complexité des questions bioéthiques impliquées, notamment l'irrévocabilité du consentement parental post-fertilisation comme le stipule la loi n° 40/2004. Ce cadre législatif, renforcé par la loi n° 219/2017 sur les conditions de retrait du consentement, souligne la tension entre les droits individuels et la protection de l'embryon. Ce cas, ainsi que d'autres jugements similaires, reflète les défis juridiques et éthiques de la PMA en Italie, mettant en exergue la protection de l'embryon face aux intentions parentales changeantes post-fécondation,.

## Statistiques
En 2002, le nombre de bébés nés par procréation médicalement assistée serait compris entre 219 000 et 246 000, avec une augmentation dans le temps. Le taux de succès, selon la procédure, est compris entre 15 % (transfert d'embryon congelé) et 22 % (fécondation in vitro).

## Dons
La législation diffère suivant le pays. Le terme « don » n'est parfois pas correct puisqu'il peut être rémunéré dans certains pays.
- don d'ovocyte (interdit par exemple en Italie, Norvège, Allemagne, Autriche et Suisse),
- don de sperme (illégal en Italie, par exemple),
- don d'embryon pour les couples dont les deux conjoints sont infertiles ou risquent de transmettre une maladie (illégal au Portugal, en Suède, Israël, Slovénie et Italie, par exemple), mais en France la loi de bioéthique du 29 juillet 1994 autorise à la fois le don et la réception d'embryons[53].

À part est la gestation pour autrui (illégale par exemple en France, Italie, Espagne, Norvège et Suisse).

## Indications
L'on reconnaît plusieurs fonctions à la procréation médicalement assistée, chacune ayant ses aspects médicaux, psychologiques, éthiques, sociaux et légaux :
- certains cas de lutte contre l'infertilité ou la stérilité, c'est le motif le plus courant (et cela concerne d'abord les couples hétérosexuels),
- certains désirs non classiques de parentalité (homoparentaux ou monoparentaux féminins), qui peuvent aussi être combinés à des problèmes analogues de fertilité.

L'on peut encore distinguer :
- la compensation d'une stérilité provoquée,
- l'évitement de la transmission à un enfant d'une maladie grave détectée par un diagnostic préimplantatoire,
- la compensation de l'effet de la ménopause.

### Indications des techniques
L'insémination artificielle (IA) permet de contourner les problèmes liés à l'éjaculation, à la glaire cervicale, tout ce qui empêche les spermatozoïdes de bien circuler, mais aussi certaines infertilités inexpliquées.
La fécondation in vitro (FIV) permet de contourner les problèmes liés à l'absence de rencontre entre ovule et spermatozoïdes. Problèmes de trompes, notamment.
L'injection intracytoplasmique de spermatozoïde dans l'ovule permet de contourner les problèmes de fécondation, et de stérilité de l'homme.
L'IA et la FIV peuvent aussi se faire via un don de gamète, pour contourner l'absence, ou la mauvaise qualité des gamètes. Don de sperme ou d'ovule pour la FIV. Don de sperme pour l'IA.
Le diagnostic préimplantatoire permet d'éviter de transmettre à sa descendance une maladie grave lorsque l'un des partenaires d'un couple est porteur ou atteint d'une maladie ou d'une anomalie génétique.

## Cadre légal

### En Belgique
En Belgique, l'assistance médicale à la procréation est définie par la loi du 6 juillet 2007, modifiée par la loi du 18 décembre 2016.
L'article 4 régit les critères d'ouverture :
« Le prélèvement de gamètes est ouvert aux femmes majeures jusqu'au jour qui précède leur 46e anniversaire.

La demande d'implantation d'embryons ou d'insémination de gamètes est ouverte aux femmes majeures jusqu'au jour qui précède leur 46e anniversaire.

L'implantation d'embryons ou l'insémination de gamètes peut être effectuée chez les femmes majeures jusqu'au jour qui précède leur 48e anniversaire. »
— Loi du 6 juillet 2007 relative à la procréation médicalement assistée et à la destination des embryons surnuméraires et des gamètes, art. 4
Les articles 27 et 56 disposent des règles de filiation :
« À compter de l'implantation des embryons surnuméraires donnés, les règles de la filiation telles qu'établies par le Code civil jouent en faveur du ou des auteurs du projet parental ayant reçu lesdits embryons surnuméraires.

Aucune action relative à la filiation ou à ses effets patrimoniaux n'est ouverte au(x) donneur(s) d'embryons surnuméraires. De même, aucune action relative à la filiation ou à ses effets patrimoniaux ne peut être intentée à l'encontre du ou des donneur(s) d'embryons surnuméraires par le(s) receveur(s) de gamètes et par l'enfant né de l'insémination d'embryons surnuméraires. »
— Loi du 6 juillet 2007 relative à la procréation médicalement assistée et à la destination des embryons surnuméraires et des gamètes, art. 27
« À compter de l'insémination des gamètes donnés, les règles de la filiation telles qu'établies par le Code civil jouent en faveur du ou des auteurs du projet parental ayant reçu lesdits gamètes.

Aucune action relative à la filiation ou à ses effets patrimoniaux n'est ouverte aux donneurs de gamètes. De même, aucune action relative à la filiation ou à ses effets patrimoniaux ne peut être intentée à l'encontre du ou des donneur(s) de gamètes par le(s) receveur(s) de gamètes et par l'enfant né de l'insémination de gamètes. »
— Loi du 6 juillet 2007 relative à la procréation médicalement assistée et à la destination des embryons surnuméraires et des gamètes, art. 56
Le don d'embryon est strictement anonyme (art. 28), mais le don de gamètes non anonyme résultant d'un accord entre donneur et receveur est autorisé (art. 57).
En ce qui concerne les couples de femmes, ces dispositions ont été complétées par la loi du 5 mai 2014 portant établissement de la filiation de la coparente, modifiée par la loi du 18 décembre 2014, entrée en vigueur le 1er janvier 2015.
De par ces règles, la Belgique est plutôt considérée comme libérale et pragmatique. Les centres belges accueillent de nombreuses personnes étrangères, notamment françaises, donnant naissance aux bébés Thalys.

### En France
En France, l'assistance médicale à la procréation est définie par les articles L2141-1 à L2141-12 du Code de la santé publique, complétés par les articles R2141-2 à R2141-13 :
« L'assistance médicale à la procréation s'entend des pratiques cliniques et biologiques permettant la conception in vitro, la conservation des gamètes, des tissus germinaux et des embryons, le transfert d'embryons et l'insémination artificielle. »
— Article L2141-1 du Code de la santé publique
« L'assistance médicale à la procréation est destinée à répondre à un projet parental. Tout couple formé d'un homme et d'une femme ou de deux femmes ou toute femme non mariée ont accès à l'assistance médicale à la procréation après les entretiens particuliers des demandeurs avec les membres de l'équipe médicale clinicobiologique pluridisciplinaire effectués selon les modalités prévues à l'article L. 2141-10.

Cet accès ne peut faire l'objet d'aucune différence de traitement, notamment au regard du statut matrimonial ou de l'orientation sexuelle des demandeurs. »
— Article L2141-2 du Code de la santé publique
Les conditions d'âge pour accéder à l'AMP n'étaient pas définies jusqu'à la loi du 2 août 2021 relative à la bioéthique : il était simplement indiqué que l'homme et la femme formant le couple devaient être en âge de procréer. En mars 2018, la justice administrative a interprété « en âge de procréer » comme signifiant une limite d'âge à 59 ans pour un homme. De par l'arrêté du 25 janvier 2000 fixant les conditions de prise en charge de l'assistance médicale à la procréation dans le cadre de la nomenclature des actes de biologie médicale (NABM), la limite de remboursement par la Sécurité sociale est fixée au 43e anniversaire pour une femme.
La loi du 2 août 2021 relative à la bioéthique prévoit désormais que "Les conditions d'âge requises pour bénéficier d'une assistance médicale à la procréation sont fixées par décret en Conseil d’État, pris après avis de l'Agence de la biomédecine. Elles prennent en compte les risques médicaux de la procréation liés à l'âge ainsi que l'intérêt de l'enfant à naître" (article L. 2141-2 al. 6 du CSP).
Le décret n° 2021-1243 du 28 septembre 2021 fixant les conditions d'organisation et de prise en charge des parcours d'assistance médicale à la procréation fixe les âges pour accéder à l'AMP : 43 ans pour un prélèvement d'ovocytes et 60 ans pour un recueil de spermatozoïdes mais une insémination et des transferts d'embryons qui peuvent avoir lieu jusqu'aux 45 ans de la femme qui a vocation à porter l'enfant, mère biologique ou non, tant que l'autre membre du couple hétérosexuel de fait le cas échéant, si lui participe directement à la parentalité biologique, aux démarches ainsi encadrées, a moins de 60 ans (art. R. 2141-38 du CSP).
Lorsque l'assistance médicale à la procréation nécessite l'intervention d'un tiers donneur, les conséquences pour la filiation sont disposées dans le chapitre V du titre VII, livre du 1er du Code civil, renfermant les articles 342-9 à 342-13 (anciennement les articles 311-19 et 311-20), complétés par les articles 1157-2 et 1157-3 du Code de procédure civile :
« En cas d'assistance médicale à la procréation nécessitant l'intervention d'un tiers donneur, aucun lien de filiation ne peut être établi entre l'auteur du don et l'enfant issu de l'assistance médicale à la procréation.

Aucune action en responsabilité ne peut être exercée à l'encontre du donneur. »
— Article 342-9 du Code civil
« Les couples ou la femme non mariée qui, pour procréer, recourent à une assistance médicale nécessitant l'intervention d'un tiers donneur doivent donner préalablement leur consentement à un notaire, qui les informe des conséquences de leur acte au regard de la filiation ainsi que des conditions dans lesquelles l'enfant pourra, s'il le souhaite, accéder à sa majorité aux données non identifiantes et à l'identité de ce tiers donneur.

Le consentement donné à une assistance médicale à la procréation interdit toute action aux fins d'établissement ou de contestation de la filiation, à moins qu'il ne soit soutenu que l'enfant n'est pas issu de l'assistance médicale à la procréation ou que le consentement a été privé d'effet.

Le consentement est privé d'effet en cas de décès, d'introduction d'une demande en divorce ou en séparation de corps, de signature d'une convention de divorce ou de séparation de corps par consentement mutuel selon les modalités prévues à l'article 229-1 ou de cessation de la communauté de vie, survenant avant la réalisation de l'insémination ou du transfert d'embryon. Il est également privé d'effet lorsque l'un des membres du couple le révoque, par écrit et avant la réalisation de l'assistance médicale à la procréation, auprès du médecin chargé de mettre en œuvre cette insémination ou ce transfert ou du notaire qui l'a reçu. »
— Article 342-10 du Code civil

## Point de vue social

### Communauté LGBTQI+

#### Extension de la PMA aux couples de femmes et aux femmes seules

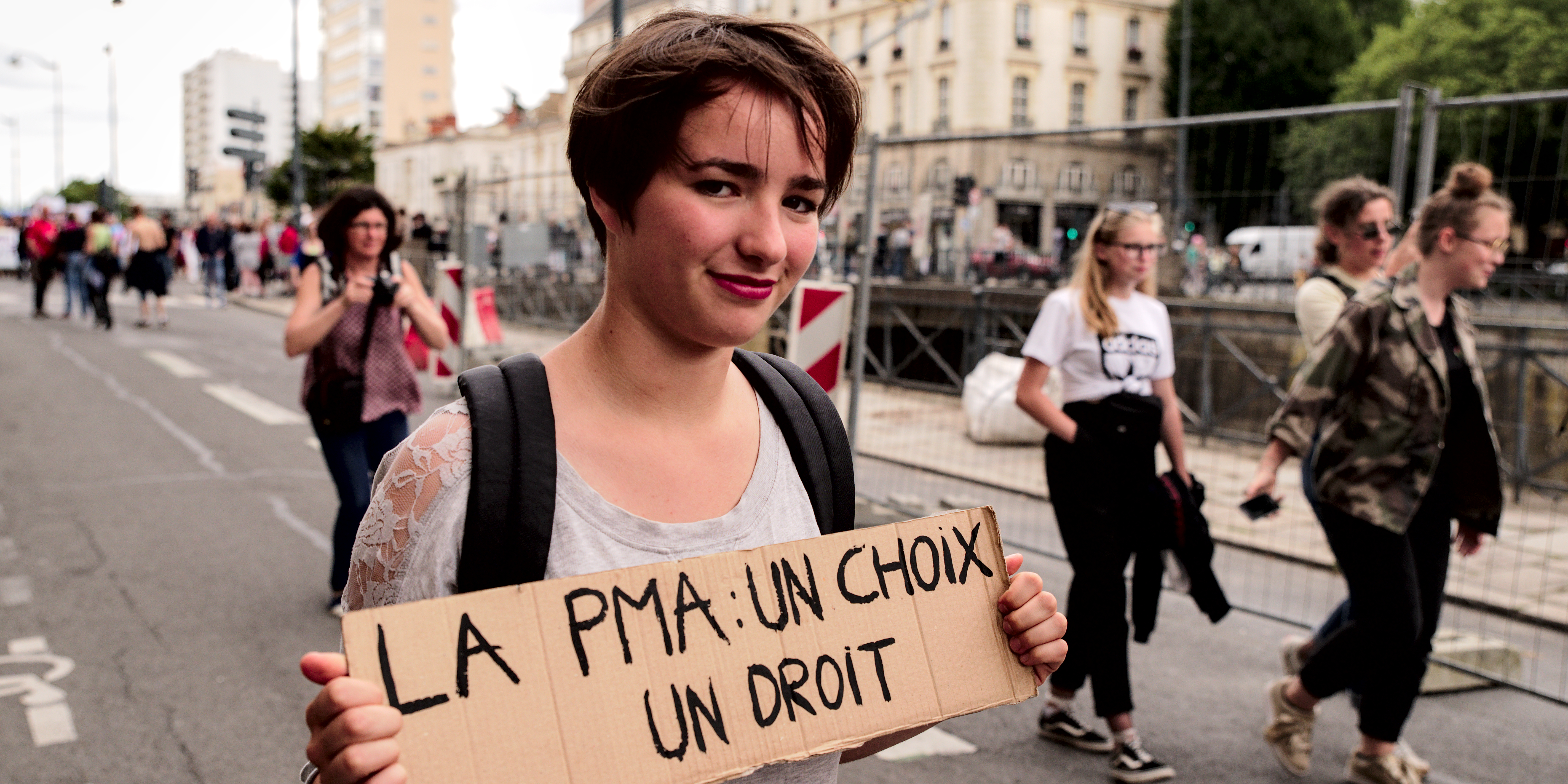
Manifestation à Rennes (France) en 2018 pour « la PMA pour toutes ».

La loi française depuis 1994 limitait la PMA aux couples infertiles stables de personnes de sexe différent (mariés ou non). En septembre 2018, le Comité consultatif national d'éthique pour les sciences de la vie et de la santé valide le projet de révision des lois de bioéthique qui comprend l'autorisation de la PMA aux femmes sans partenaire de vie et aux femmes en couple stable marié ou non avec une autre femme. Cette position du Comité consultatif national d'éthique ne signifie pas l'adhésion de tous ses membres, car certains émettent un certain nombre de réserves. Benjamin Griveaux, le porte-parole du gouvernement, annonce que le projet de loi sera examiné au Parlement en janvier 2019, mais le rapporteur de la mission d'information sur la bioéthique à l'Assemblée nationale annonce ensuite un report de la présentation de la loi, qui était prévue pour 2018,.
Le 11 octobre 2018, 88 femmes ayant recouru à la PMA à l'étranger avec leur conjointe ou concubine publient une tribune sur France Info pour dénoncer le traitement médiatique de la question, les médias nationaux occultant selon elles le point de vue des femmes seules et des couples de femmes. Parmi elles figurent notamment Émilie Jouvet, Marie Labory, Marinette Pichon et Laurence Vanceunebrock-Mialon,,.
En novembre 2018, Marlène Schiappa déclare qu'une PMA remboursée en France sera bientôt accessible à toutes les femmes, et que la législation actuelle constitue une discrimination par le fait qu'elle empêche les couples de femmes d'y avoir recours et ainsi pouvoir concrétiser leur choix de parentalité, puisqu'il faut justifier d'un problème médical à la procréation en couple hétérosexuel pour y avoir accès.
Le 18 novembre, Laurent Wauquiez compare la PMA aux techniques d'eugénisme nazies. Il considère aussi de façon critique que la PMA est l'ouverture à la gestation pour autrui.
Emmanuel Macron convoque une réunion des associations LGBTQI+ le 22 novembre 2018 dans le but de discuter des violences envers les personnes LGBTQI+ et de la PMA, dans laquelle initialement aucune association de lesbiennes n'est invitée. Sur demande expresse des associations de lesbiennes, Alice Coffin de la Conférence Européenne Lesbienne* et Veronica Velo Degoda des Dégommeuses sont invitées. Sommé de confirmer le calendrier d'adoption de la loi, Emmanuel Macron s'y refuse et les représentantes partent de la réunion.
Selon Joël Deumier, président de SOS homophobie, les échanges autour de l'ouverture de la PMA aux couples de femmes et aux femmes seules auraient cependant été constructifs, le président Emmanuel Macron ne remettant pas en cause ses engagements en faveur de la promulgation de cette loi,,.
Dans son discours de politique générale du 12 juin 2019, le Premier ministre Édouard Philippe annonce que le projet de loi bioéthique — qui comprend la PMA ouverte à toutes les femmes — « est prêt » et qu'il sera présenté en Conseil des ministres dès le mois de juillet 2019 pour être examiné « fin septembre » à l'Assemblée nationale. Il déclare notamment : « Sur certaines questions, comme l'accès aux origines, le régime de filiation en cas de PMA avec tiers donneur, plusieurs options étaient possibles, et le gouvernement a retenu celles qui lui semblaient les plus à même de permettre un débat apaisé ».
Le 24 juillet 2019, le projet de révision des lois de bioéthique est présenté en Conseil des Ministres et il prévoit (entre autres dispositions) d'ouvrir la PMA aux couples de femmes et aux femmes seules, et que la Sécurité sociale remboursera ces prestations. Agnès Buzyn déclare que « la PMA ouverte à toutes les femmes ne pose aucun problème d'éthique ». Cette affirmation est contestée par Chantal Delsol, Sylviane Agacinski ou encore José Bové. Un collectif d'associations « Marchons Enfants » (formé entre autres des Associations Familiales Catholiques, la Manif pour Tous, Alliance VITA, Maires pour l'enfance, Juristes pour l'enfance et les Veilleurs) annonce une manifestation à Paris pour le 6 octobre 2019 pour s'opposer à ces dispositions du projet de loi,.
Cette manifestation se déroule sans heurts ni dégradations, dans le calme, entre la place Edmond-Rostand (Sénat) et celle du 18-Juin-1940 (Montparnasse). Pour faire face à la saturation de l'itinéraire prévu, un deuxième parcours est ouvert en urgence. Le collectif Marchons Enfants annonce une participation de 600 000 personnes. Après avoir initialement annoncé qu'elle ne communiquerait pas de chiffre, la préfecture de police annonce 42 000 manifestants. L'agence de communication Occurrence annonce quant à elle avoir compté 72 500 personnes. Ces différences de comptages induisent une controverse. De nouvelles mobilisations sont annoncées,.
L'article 1er du projet de loi bioéthique ouvrant la PMA aux femmes sans partenaire de vie masculin est voté par l'Assemblée nationale le 27 septembre 2019 dans le cadre de l'examen du loi projet de loi sur la bioéthique,,,. Cet article est adopté avec 55 voix pour, 17 voix contre, et 3 abstentions. L'extension de la PMA aux femmes hors du couple hétérosexuel en France est votée en première lecture lors du vote solennel par l'Assemblée nationale le 15 octobre 2019.
Le 4 février 2020, le Sénat adopte le projet de loi à 153 voix contre 143. Le texte repart en deuxième lecture à l’Assemblée nationale.
Le 29 juin 2021, le Parlement adopte définitivement le projet de loi de bioéthique, comprenant l'ouverture de la procréation médicalement assistée aux couples de femmes et aux femmes seules.
Le 2 août 2021, la loi est promulguée par le gouvernement, devenant ainsi la loi no 2021-1017 du 2 août 2021 relative à la bioéthique.
La loi de bioéthique du 2 août 2021 ouvre aux personnes majeures nées d'une assistance médicale à la procréation avec tiers donneur (c'est-à-dire avec don de gamètes - spermatozoïdes ou ovocytes ou d'embryons), le droit d'accéder aux données de ces tiers.
Une circulaire du 21 septembre 2021 précise les modalités d'application relatives à l'assistance médicale à la procréation. Un arrêté du 28 septembre 2021 légifère sur les bonnes pratiques cliniques et biologiques en matière d'assistance médicale à la procréation pour les couples de femmes et les femmes qui ne vivent pas en couple relatives à l'arrêté du 11 avril 2008 et un décret du même jour fixe les conditions d'organisation et de prise en charge des parcours d'assistance médicale à la procréation. Un arrêté du 9 décembre 2021 fixe les émoluments des notaires. Un décret du 1er mars 2022 modifie certaines dispositions du Code de procédure civile relatives à l'état civil. Un arrêté du 14 avril 2022 précise les critères qui ne peuvent conduire ni à prioriser, ni à exclure, ni à restreindre l'accès au don, notamment en matière d'appariement,.
Le 8 juillet 2022, le Conseil constitutionnel confirme l'exclusion des hommes transgenres de la PMA (s'ils voudraient en être les destinataires directs et enceints, la seule exception relative à l'exclusion conditionnée à l'existence d'une partenaire de vie féminine cis et gestante), qui figure dans la loi bioéthique de 2021.
Le 25 août 2022, un décret modifie les conditions d'âge pour bénéficier d'une assistance médicale à la procréation et de l'autoconservation des gamètes. Le 30 décembre 2022, la loi no 2022-1726 du 30 décembre 2022 de finances pour 2023 supprime par son article 26 les frais d'enregistrements pour la reconnaissance conjointe. Le 1er février 2023, une ordonnance étend les dispositions de la loi du 2 août 2021 aux îles Wallis et Futuna, à la Nouvelle-Calédonie et à la Polynésie française.

#### Critiques de la révision de la loi bioéthique (2019-2021)

##### Concernant la GPA
Plusieurs dizaines d'associations et de personnalités politiques se sont déclarées opposées à la loi de bioéthique révisée ouvrant la PMA aux couples de femmes et aux femmes seules.
L'une des principales craintes consiste en l'hypothèse que cette loi mène vers une ouverture à la GPA, ceci même si Agnès Buzyn, ministre de la Santé, a déclaré que « La GPA est clairement contraire à nos principes éthiques ».

##### Concernant l'ectogénèse
Le professeur de philosophie Dominique Folscheid perçoit cette position politique comme relevant d'une tactique : l'ouverture de la PMA aux couples de femmes et aux femmes seules permettrait l'ouverture d'une « brèche » vers l'adoption d'une loi autorisant la GPA pour les couples d'hommes homosexuels au nom de l'égalité. L'étape finale serait l'ectogenèse : la création d'un utérus artificiel qui libérerait toute femme des « sujétions de la grossesse et de la maternité ». À ses yeux, « ne pas étendre la possibilité d'avoir des enfants aux couples d'hommes homosexuels alors que la technique le permet relève d'une discrimination sexiste ». Cette discrimination serait « contraire à une idéologie du genre qui rejette le concept de sexualité binaire ».

##### Concernant le manque de gamètes
Les opposants aux textes alertent aussi sur le possible manque de gamètes (spermatozoïdes) qu'induirait l'ouverture de la PMA aux couples de femmes et aux femmes seules. Avant la légalisation de cette pratique, le manque était déjà présent : en 2015, 540 femmes ont donné des ovocytes (il en faudrait plus du double) et 255 hommes ont donné des spermatozoïdes (il en faudrait 50 de plus). Par ailleurs, l'origine des donneurs n'est pas assez diversifiée : il n'y a pas assez d'Africains subsahariens, d'Asiatiques, de Maghrébins.
Ces craintes sont confirmées en octobre 2021, quelques semaines après la promulgation de la loi, par de longs délais d'attente. Le 21 octobre, l'Agence de la biomédecine lance une campagne d'information et de sensibilisation pour pallier le possible manque de dons lié au récent élargissement de la PMA.

### Position des religions

#### Judaïsme
Le judaïsme, bien que pouvant partager une certaine base conservatrice sociétalement de la conception de la vie dans les grands monothéismes, est remarqué comme étant en général beaucoup plus progressiste sur les enjeux bioéthiques modernes. Par exemple, la position dominante y autorise les inséminations artificielles (avec sperme du conjoint uniquement, le contraire étant considéré comme un adultère), la fécondation in vitro (FIV), la congélation d'embryons ou le diagnostic préimplantatoire, plus susceptibles que selon les valeurs chrétiennes d'être regardés comme positifs car favorables au don de la vie. Ces techniques doivent être réservées à un couple hétérosexuel en union stable, même libre, sauf dans le judaïsme libéral, qui est plus ouvert encore et admet en général l'utilisation du sperme d'un tiers donneur participant à une aide désintéressée, tout comme le don d'ovocytes. La religion juive est aussi plutôt libérale en matière de gestation pour autrui. Ceux qui interprètent toujours sa morale comme plus conservatrice existent mais c'est cette vision illibérale qui semble aujourd'hui marginale, jusque sur les questions de l'homoparentalité ou de la monoparentalité.

#### Christianisme

##### Catholicisme
L'Église catholique s'oppose en très grande partie à la procréation médicalement assistée, mais elle est d'accord avec les méthodes de procréation médicalement assistée qui associent la conception d'un enfant de l'acte sexuel entre époux. Certains théologiens valident pour les couples hétérosexuels mariés le transfert intratubaire de gamètes, malgré le clair désaccord de la Congrégation pour la Doctrine de la Foi, à quelques conditions, la fécondation s'y déroulant in vivo. Le Vatican distingue cependant les méthodes artificielles qui y aident du don positif de la vie, qui s'y oppose par son caractère naturel et divin, pense que l'enfant doit être considéré comme un don de Dieu et conseille plutôt aux couples stériles d'adopter, ou de se mettre au service des enfants. Dans le cas d'une FIV, par exemple, plusieurs embryons sont créés, congelés, et ceux qui ne sont pas utilisés sont détruits. Or, pour l'Église, l'embryon est un être humain, doué d'un droit à la vie et à la dignité, dès la rencontre des gamètes. De plus, pour l'Église, un enfant doit être uniquement le fruit de la relation sexuelle d'un couple marié. Elle a ainsi défini un « droit de l’enfant d’être le fruit de l’acte spécifique de l’amour conjugal de ses parents » (Donum Vitae II 8). L'insémination artificielle n'est permise que dans des cas limités, si elle ne vient pas se substituer à l'acte conjugal mais l'aide à rejoindre sa fin naturelle, ce qui n'est jamais, au sens du catholicisme, possible hors d'un couple hétérosexuel marié. La position officielle de l'Église catholique romaine a été exprimée en 1987 dans l'instruction Donum Vitae, puis en 2008 dans l'instruction Dignitas Personae.

##### Protestantisme
La doctrine protestante officielle, du moins dans plusieurs confessions anglicanes ou luthériennes, peut être moins stricte en ce qui concerne la PMA, la plupart des techniques (dont l'AMP) étant autorisées actuellement par la position majoritaire, souvent quelle que soit la situation matrimoniale ou l'orientation sexuelle dans le projet parental. Elle ne pose en fait qu'une restriction : il ne doit pas y avoir d'autres intérêts que la mise au monde d'un enfant.

##### Orthodoxie
La religion chrétienne orthodoxe s'oppose majoritairement à la plupart des techniques d'AMP, avec un refus de toute manipulation de l'embryon et une marge de tolérance plus notable pour les couples hétérosexuels mariés.

#### Islam
L'islam, qui fonde sur l'interprétation du Coran une position plutôt hostile à toute PMA, a évolué en partie vers plus de libéralisme et sa position dominante au niveau officiel aujourd'hui ne s’oppose pas à la PMA tant que la technique utilisée n'a recours qu’aux gamètes de conjoints, limitant la permission à une partie de l'aide à la procréation en couple hétérosexuel. Les recours aux dons de sperme, d'ovules et d'embryons sont formellement interdits.

#### Bouddhisme
Depuis l'origine et face aux mutations modernes, il est notable que les religions orientales hors des principaux monothéismes ne font pas d'une morale sociale conservatrice en matière bioéthique un trait inhérent à leurs visions du monde. Le bouddhisme est surtout une religion très libérale en matière de procréation assistée. Il permet l'utilisation de la FIV sans restreindre l'accès à cette procédure médicale aux couples mariés, ni même à une orientation sexuelle, et le don de sperme est également autorisé, tout comme actuellement celui d'ovocytes ou d'embryons. Dans la tradition de sagesse bouddhiste, un enfant conçu pour partie ou en totalité à partir de matériel génétique donné a d'autre part le droit de rencontrer son ou ses parents génétiques donneurs lorsqu'il atteint sa maturité.

#### Hindouisme
L'hindouisme est également une religion très libérale en matière de procréation assistée, surtout dans la réalité contemporaine et malgré une doctrine de base un peu plus stricte que pour le bouddhisme. La religion hindoue est d'accord avec la libéralisation de la plupart des techniques de procréation assistée, mais elle exige que l'ovocyte et le sperme utilisés dans la procédure soient issus d'un couple marié. Cependant, l'hindouisme accepte également le don de sperme, mais le donneur doit être un proche parent du mari infertile. En outre, l'avortement n'est pas interdit et l'adoption d'un enfant, généralement issu d'une famille nombreuse, est également pratiquée. Cette attitude libérale a fait de l'Inde une destination importante pour le tourisme de reproduction et de nombreux couples se rendent en Inde pour pratiquer la procréation assistée, y compris, dans l'Inde moderne, dont cette tradition libérale religieuse d'origine s'est encore légalement étendue, des membres des communautés LGBT+.

### Recherches et analyses sociologiques
Il est possible de s’intéresser à la procréation médicalement assistée en tant que sujet de recherche sur le social. Les études peuvent porter sur les représentations concernant les manières dont la vie est créée et sur la manière dont la société s’organise autour de ces idées. Un volet possible des études est celui de la parenté, soit celles cherchant à analyser la distinction entre les faits biologiques de la procréation et les catégories sociales et culturelles de la parenté. Les frontières des idées et des pratiques sociales se déplacent et se brouillent alors entre la nature et la culture, le public et le privé, le local et le global, pour reprendre les mots de Bühler. Par exemple, la modèle de la famille nucléaire n’est pas unique et la recherche veut donner une visibilité aux autres façons de former une famille ou d’être parent. Plus précisément, des chercheuses et chercheurs, comme Mamo et Herbrand, s’intéressent à la construction d'une famille dans les couples gays, lesbiens, et trans, à l'homoparentalité et la transparentalité en général.
De même, au cours des années 1970 et en parallèle avec le mouvement féministe, les études de la parenté deviennent plus critiques des idéaux sociaux et s’allient avec les études de genre. Des sujets communs naissent, entre autres grâce aux travaux de Paola Tabet : les inégalités entre les hommes et les femmes, la médicalisation systématique du corps des femmes (en leur laissant que peu de place à la subjectivité de leurs expériences) et plus généralement sur l’invisibilisation de leur travail reproductif.
Enfin, dans une perspective de globalisation, un autre volet de recherche possible est celui de la circulation des gamètes, de l’expérience des donneurs et donneuses, de l’émergence d’un marché de la reproduction, allant jusqu’à un tourisme des enfants, tels que dans les travaux de Waldby et Mitchell.

## Voies de recherche
En 2004, en modifiant la fonction de quelques gènes impliqués dans l'empreinte, d'autres scientifiques japonais ont combiné deux œufs de souris pour produire des souris filles et en 2018, des scientifiques chinois ont créé 29 souris femelles à partir de deux mères de souris femelles, mais ont été incapables de produire une progéniture viable. de deux pères souris,. L'une des possibilités est d'obtenir du sperme à partir de cellules souches de la peau.

### Fusion d'ovules

Schéma de la méthode proposée de fusion d'œufs

Des travaux théoriques sont en cours sur la création d'un zygote à partir de deux femmes qui permettrait aux deux femmes d'être des mères biologiques, mais il n'a pas encore été mis en œuvre dans la pratique ; Créer un spermatozoïde à partir d'un ovule et l'utiliser pour féconder un autre ovule peut offrir une solution à ce problème. Comme c'est un processus analogue au transfert nucléaire de cellules somatiques impliquant la fusion de deux œufs.
Si elle est créée, une cellule de « sperme féminin » pourrait féconder un ovule, une procédure qui, entre autres applications potentielles, pourrait permettre aux couples de femmes de même sexe de produire un enfant qui serait la progéniture biologique de leurs deux mères. On prétend également que la production de sperme féminin peut stimuler une femme à être à la fois la mère et le père (semblable à la reproduction asexuée) d'une progéniture produite par son propre sperme. De nombreuses questions, à la fois éthiques et morales, se posent à propos de ces arguments,,,.

### Ouvrages
- Nolwenn Bühler, « Procréation médicalement assistée », Anthropen, Paris, Éditions des archives contemporaines,‎ 2017 (DOI 10.17184/eac.anthropen.043).
- Estelle Dautry, Pauline Pellissier et Victor Point, Génération infertile ? : De la détresse au business, enquête sur un tabou, Villeneuve-d'Ascq, Autrement, 2022, 265 p. (ISBN 978-2-746-76279-4).
- Victor Deschamps, « Ouverture de l’assistance médicale à la procréation : la filiation en questions », Revue de droit d'Assas, no 18,‎ mai 2019, p. 109-114 (lire en ligne)
- Martine Gross, Parent ou homo, faut-il choisir ? : idées reçues sur l’homoparentalité, Paris, Éditions du Cavalier bleu, coll. « Idées reçues », 2018, 2e éd. (1re éd. 2013), 261 p. (ISBN 979-10-318-0290-9)
- Cathy Herbrand, « La filiation à l’épreuve de la présomption de “paternité” pour les couples de même sexe : questionnements et perspectives à partir du cas belge », Droit et société, Éd. juridiques associées, no 82,‎ 2012, p. 689-712 (DOI 10.3917/drs.082.0689, lire en ligne)
- Maria Kalogirou et Claire Langlais, « Le principe constitutionnel d’égalité, un obstacle (sérieux) à l’égalité des couples en matière de PMA », La Revue des droits de l’homme,‎ 9 décembre 2018 (lire en ligne)
- (en) Charlotte Kroløkke, « From India with Love : Troublesome Citizens of Fertility Travel », Cultural Politics, vol. 8, no 2,‎ 2012, p. 307–325 (DOI 10.1215/17432197-1575183)
- Maëlle Le Corre, La PMA pour les nuls : en 50 notions clés, l'essentiel pour tout comprendre, Paris, Editions First, coll. « Pour les nuls », 2020, 298 p. (ISBN 9782412044131)
- (en) Laura Mamo, Queering reproduction : achieving pregnancy in the age of technoscience, Duke University Press, 2007, 318 p. (ISBN 978-0-8223-9022-0, OCLC 271178006, lire en ligne)
- Séverine Mathieu (préf. René Frydman), L'enfant des possibles : Procréation médicalement assistée, éthique, religion et filiation, Ivry-sur-Seine, Éditions de l'Atelier, 2012, 191 p. (ISBN 978-2-7082-4212-8, lire en ligne)
- Caroline Mécary, PMA et GPA, Presses Universitaires de France, coll. « Que sais-je ? », 2019, 128 p. (ISBN 9782130817567, lire en ligne)
- Aude Mirkovic (dir.), Le don de gamètes : actes du colloque, Bruxelles, Bruylant, 2014, 135 p. (ISBN 978-2-8027-4386-6).
- Aude Mirkovic, PMA, GPA : la controverse juridique. Après le mariage pour tous, l'enfant pour tous ?, Paris, Éditions Pierre Téqui, 2014 (ISBN 978-2-7403-1851-5).
- Paola Tabet, « Fertilité naturelle, reproduction forcée », dans Nicole-Claude Mathieu, L’arraisonnement des femmes. Essais en anthropologie des sexes, Paris, Éditions de l’École des hautes études en sciences sociales, 1985, p. 61-132.
- (en) Cathy Waldby, Tissue economies : blood, organs, and cell lines in late capitalism, Duke University Press, 2006, 240 p. (ISBN 978-0-8223-8804-3, OCLC 226068357, lire en ligne).
- Johanna Luyssen, Si je veux : Mère célibataire par choix, Paris, Grasset, coll. « Essais et Documents », 2022, 180 p. (ISBN 978-2-246-82321-6)